# Бутрик, Андрей
Андре́й Бу́трик (латыш. Andrejs Butriks; 20 декабря 1982, Рига) — латвийский футболист, нападающий. Выступал за национальную сборную Латвии. После окончания игровой карьеры — спортивный директор футбольного клуба «Вентспилс».

## Биография

### Клубная карьера
Воспитанник футбольного клуба «Авотс», также в молодости выступал за второй состав «Сконто» в первой лиге Латвии. В 2000 году вошёл в топ-3 спора бомбардиров первой лиги с 22 забитыми голами.
В 2001 году присоединился к команде «Вентспилс», за которую выступал следующие десять лет. В составе своего клуба сыграл более 200 матчей в чемпионатах Латвии и забил 65 голов. Трёхкратный чемпион Латвии (2006, 2007, 2008), неоднократный серебряный (2001, 2002, 2009, 2010) и бронзовый (2003, 2004, 2005) призёр чемпионата. Четырёхкратный обладатель Кубка Латвии (2003, 2004, 2005, 2007).
В последние годы карьеры безуспешно пытался заиграть в заграничных клубах. В январе 2008 года был на просмотре в английском «Блэкпуле», а летом 2009 года — в румынском «Рапиде». Весной 2010 года выступал на правах аренды за румынский «Чахлэул», но не сыграл ни одного матча, а в сезоне 2011/12 в греческом «Анагенниси Эпаноми» из второго дивизиона провёл только одну игру. Также в конце карьеры играл за аутсайдера высшей лиги Латвии «Юрмала-VV».
С 2012 года работает спортивным директором клуба «Вентспилс».

### Карьера в сборной
Выступал за юношеские и молодёжную сборные Латвии.
В составе национальной сборной Латвии дебютировал 17 октября 2007 года в матче отборочного турнира чемпионата Европы против Дании, заменив на 63-й минуте Вита Римкуса. Всего в 2007—2008 годах сыграл 4 матча.